# Leichtathletik-Weltmeisterschaften 2019/Teilnehmer (Philippinen)
| Gelbes Symbol für Goldmedaillen mit stilisierten Olympischen Ringen | Graues Symbol für Silbermedaillen mit stilisierten Olympischen Ringen | Braundes Symbol für Bronzemedaillen mit stilisierten Olympischen Ringen |
| ------------------------------------------------------------------- | --------------------------------------------------------------------- | ----------------------------------------------------------------------- |
| —                                                                   | —                                                                     | —                                                                       |

Der Leichtathletikverband der Philippinen nahm an den Leichtathletik-Weltmeisterschaften 2019 in Doha teil. Ein Athlet wurde vom philippinischen Verband nominiert.

## Ergebnisse

### Männer

#### Sprung/Wurf
| Athlet        | Disziplin      | Qualifikation | Qualifikation | Finale     | Finale |
| Athlet        | Disziplin      | Weite/Höhe    | Platz         | Weite/Höhe | Platz  |
| ------------- | -------------- | ------------- | ------------- | ---------- | ------ |
| Ernest Obiena | Stabhochsprung | 5,60 m        | 15            | DNQ        | DNQ    |